# Hemelse pareldanio
De hemelse pareldanio (Danio margaritatus of Celestichthys margaritatus) is een tropische vis die ook als aquariumvis gehouden wordt. Hij komt oorspronkelijk uit Azië (Myanmar).

## Beschrijving
Het is een kleine vis (20-25 mm). Hun lichaam is metaalblauw met goudachtige stippen en rood-oranje vinnen met zwarte strepen.
Bij hemelse pareldanios is er sprake van seksuele dimorfie. De mannetjes hebben een diepere kleur op hun lichaam met meer uitgesproken kleur in hun vinnen. Daarnaast zijn de rug, buik en aarsvin van de mannetjes groter. Volwassen vrouwtjes hebben meestal meer stippen maar net iets kleiner. Mannetjes zijn smaller op hun lichaam waar de vrouwtjes boller zijn. In de foto hieronder is het verschil duidelijk zichtbaar. Linksboven zwemt het mannetje, net rechts eronder een vrouwtje. Beiden visjes in de foto zijn iets ouder dan 1 jaar. 

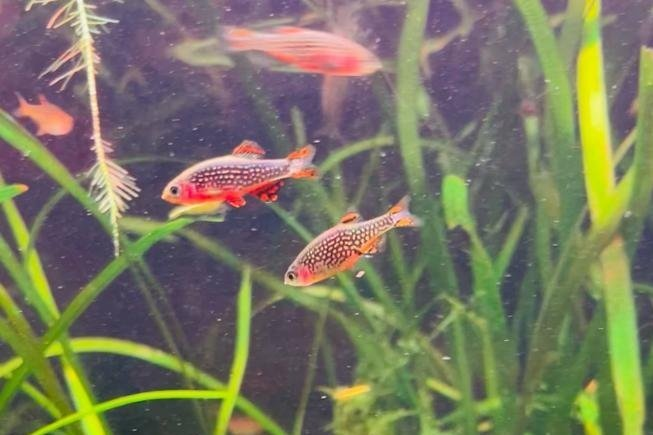
Seksuele dimorfie van de hemelse parelrasbora

## Habitat
Deze soort wordt volgens Roberts gevonden in het Salweenbasin, ongeveer 70-80 kilometer ten noordoosten van het Inle-meer in Noord-Myanmar.
Het gebied is dicht begroeid met Elodea en Anacharis en de hemelse pareldanio komt voor samen met een Microrasbora-soort (mogelijk Microrasbora rubescens), Channa harcourtbutleri en een nog onbeschreven Yunnanilus-soort.
Dit visje komt voor in kleine dichtbegroeide vijvers die kennelijk gevoed worden door kwelwater uit het heuvelachtige grasland op een hoogte van ongeveer 1040 meter nabij Hopong, 30 km ten oosten van Taunggyi. Dit is in het Salweenbasin, 70-80 km ten noordoosten van het Inlemeer maar niet in haar afwateringsgebied.